# Stanislav Příhoda

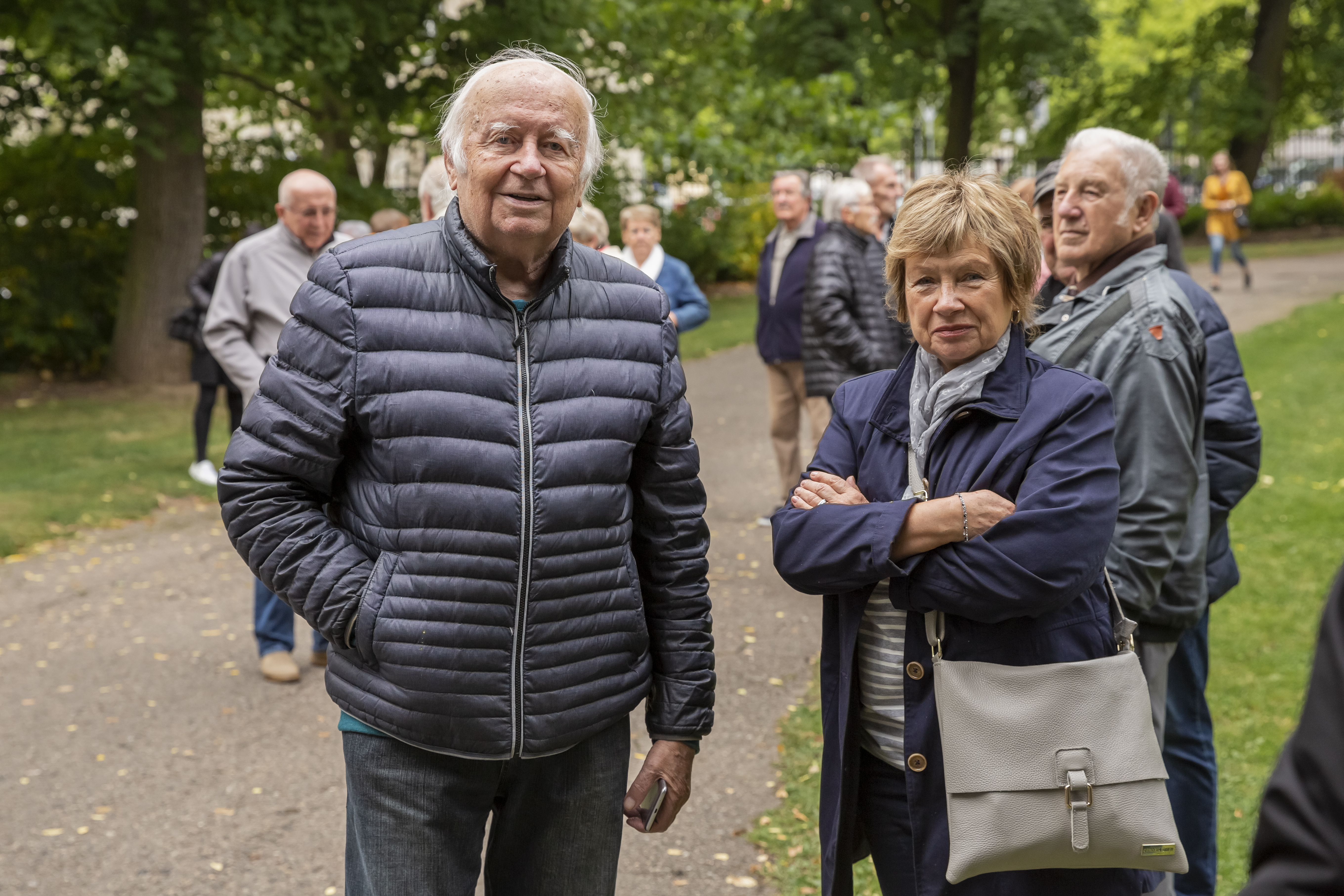
Malíř Stanislav Příhoda ve Vlašimském parku, 2021

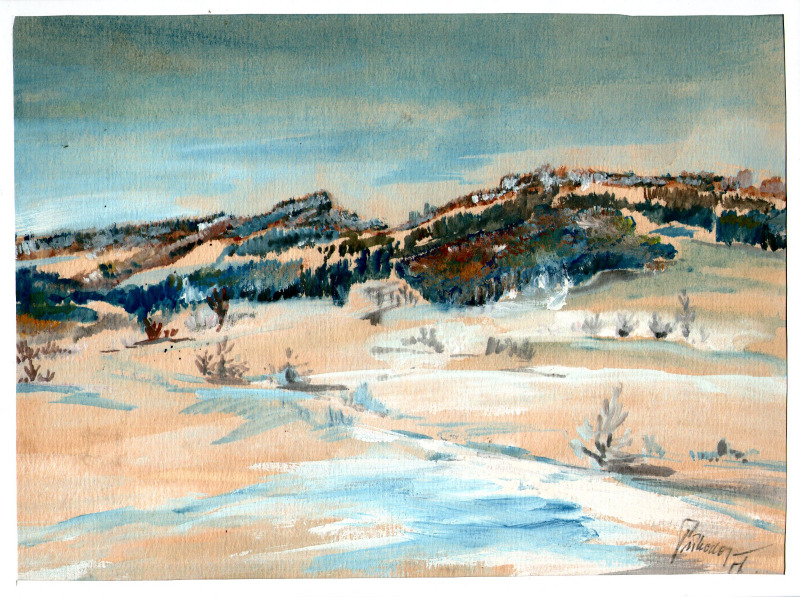
Nejstarší zachovaný obrázek, 1956

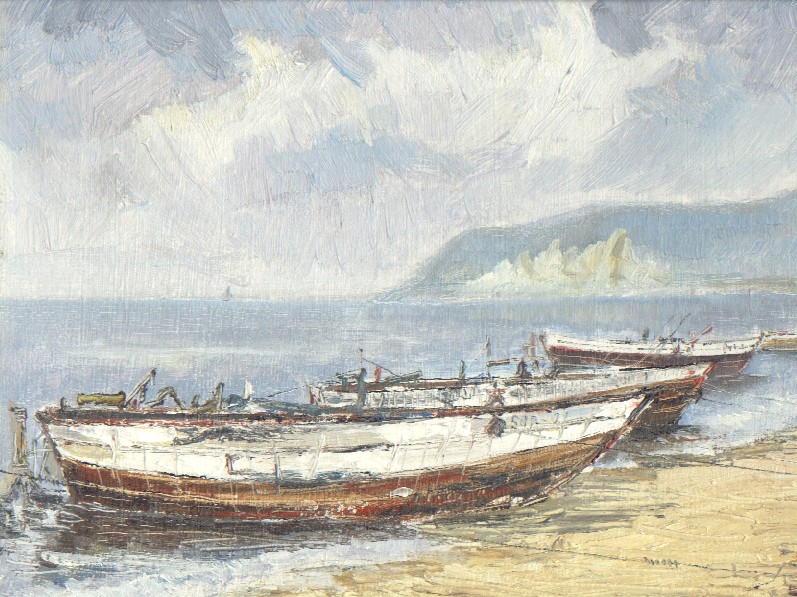
Baltik, 1964

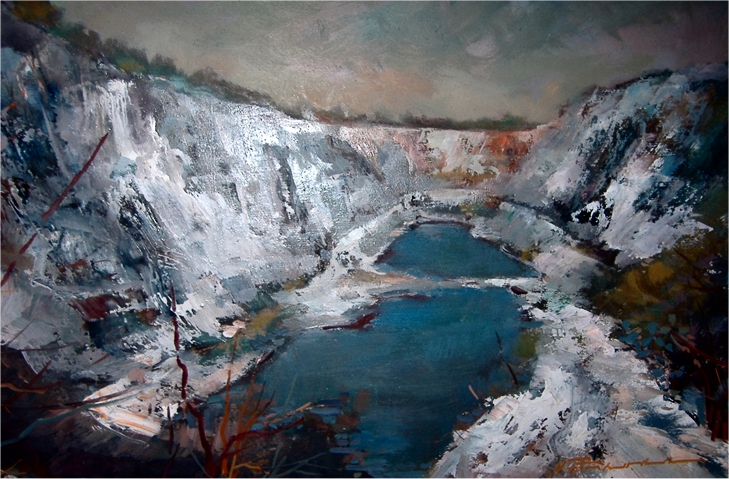
Amerika, olejomalba

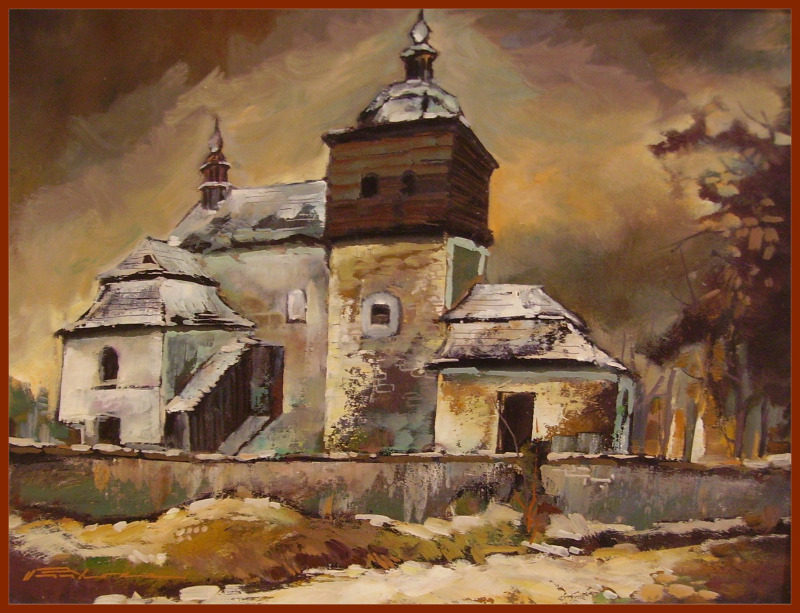
Pravonín, olejomalba

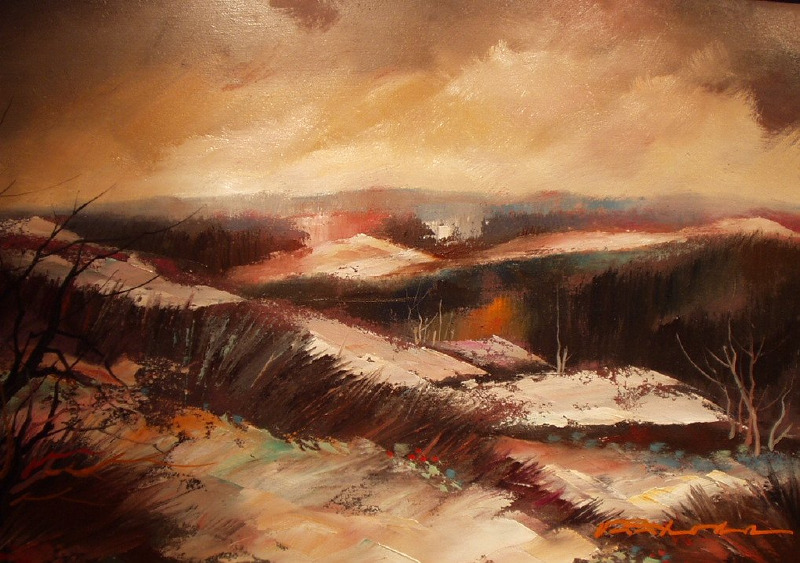
Krajina domova, olejomalba

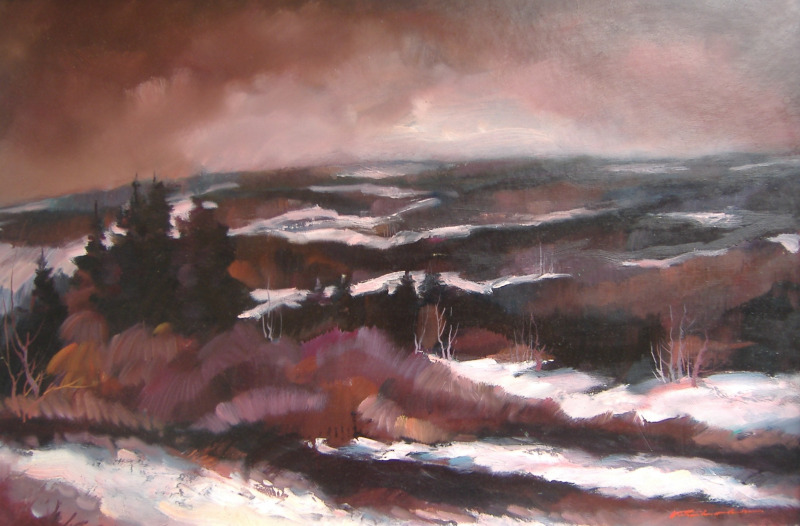
Jizerské hory, olejomalba

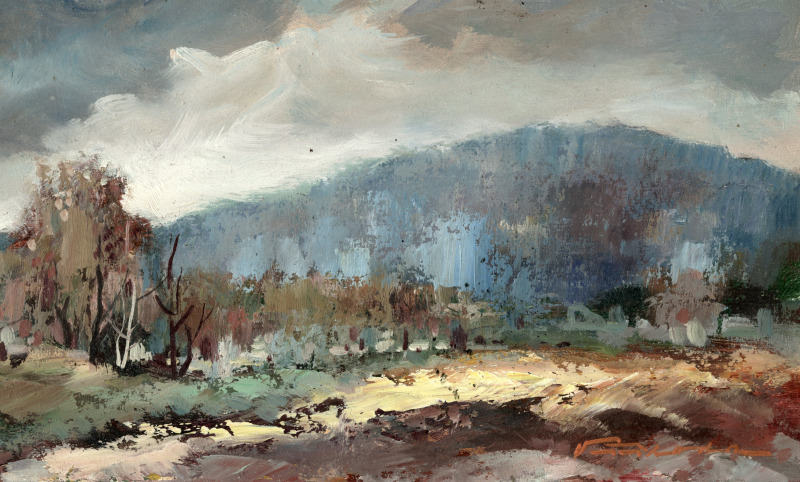
Javornická hůra, olejomalba

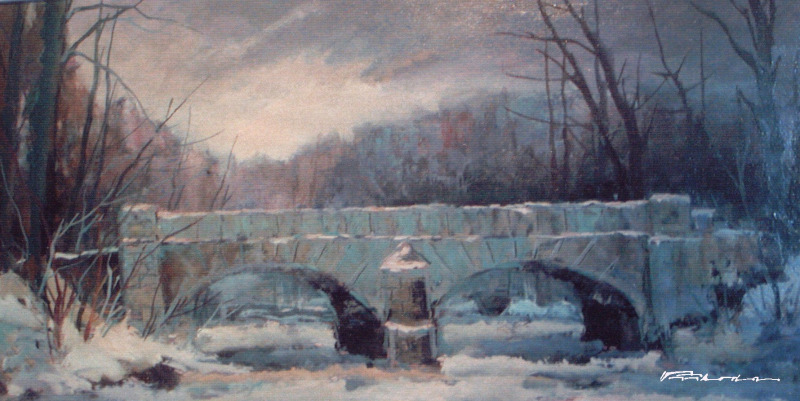
Most v parku, Vlašim, olejomalba

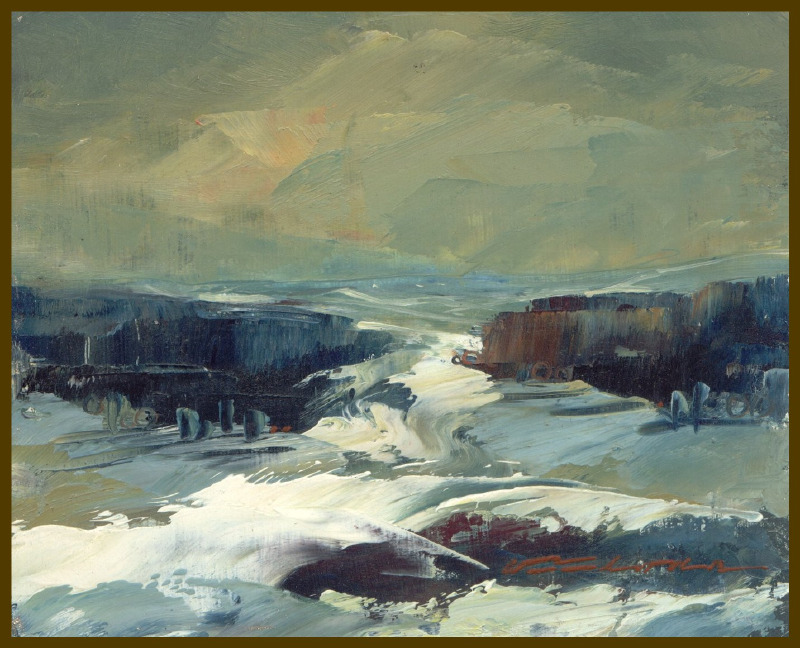
Moje Vysočina, olejomalba

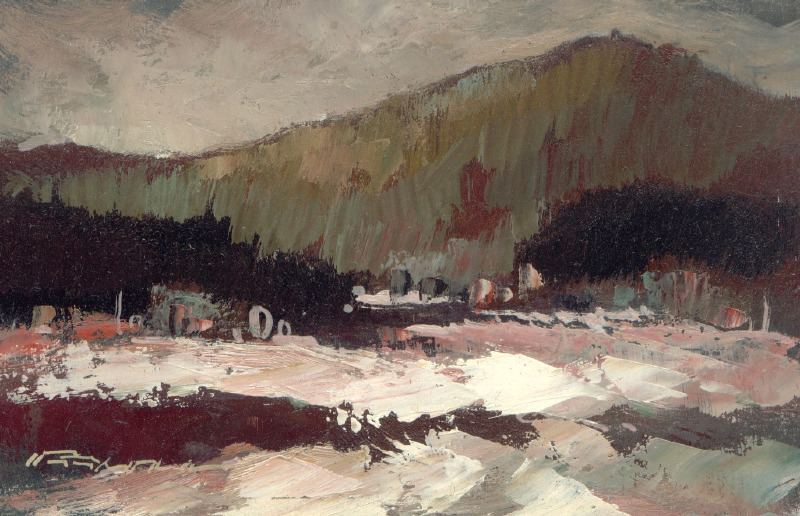
Blaník, olejomalba

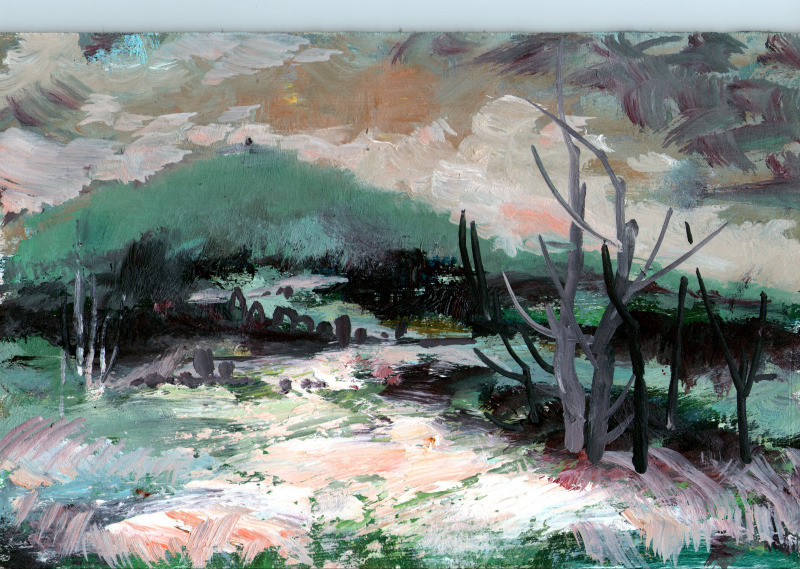
Dramatický den, olejomalba

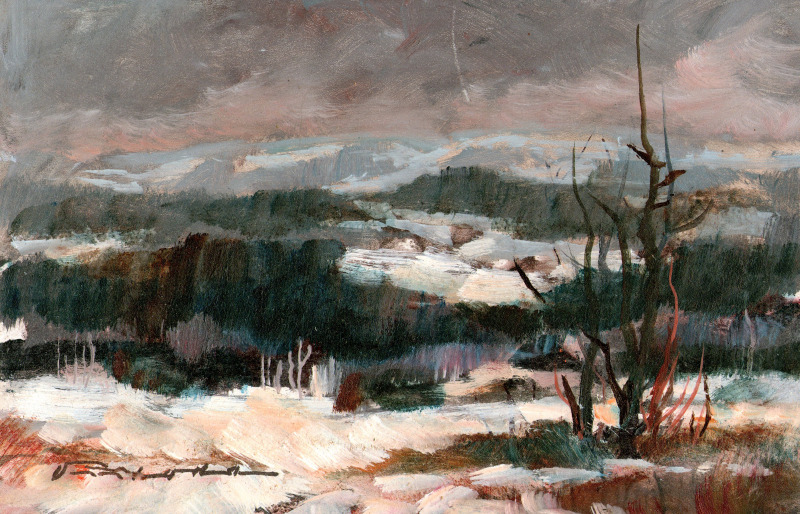
Malá Vysočina, olejomalba

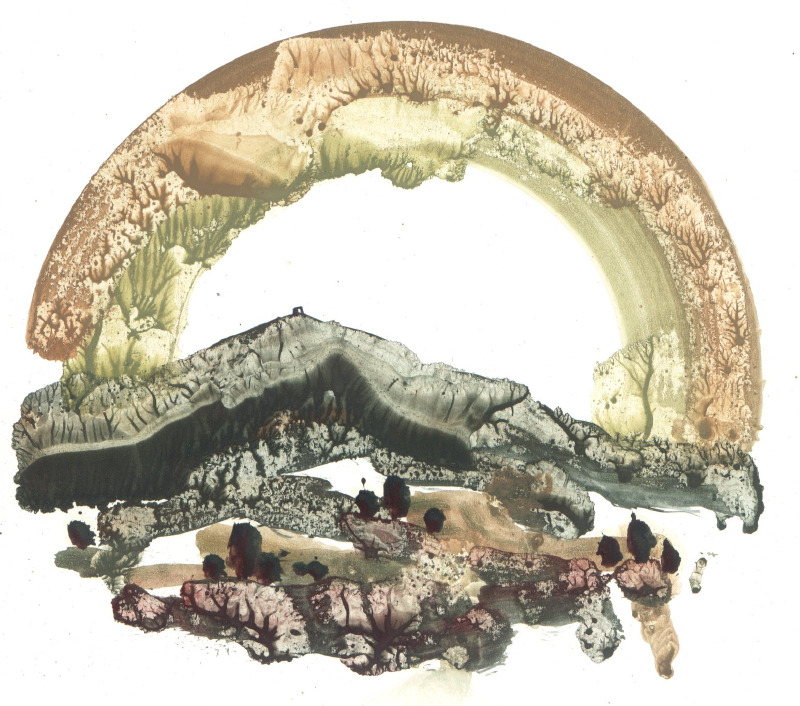
Blaník, monotyp

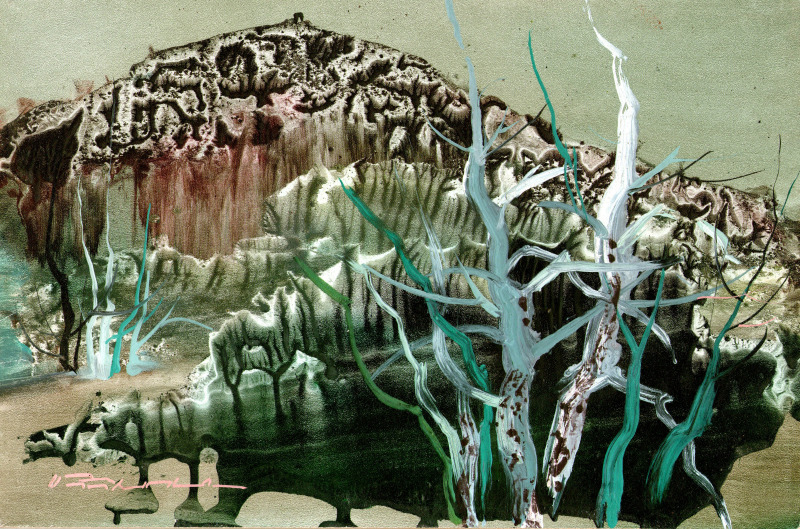
Pod Blaníkem, monotyp, olej

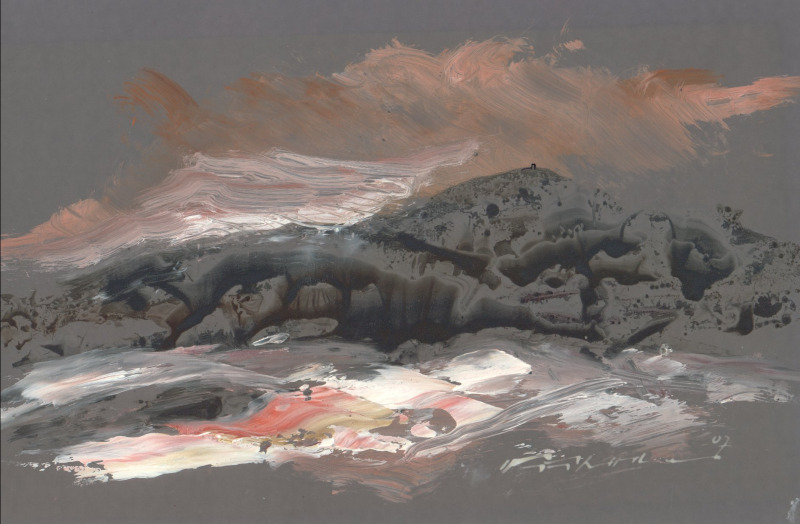
Nokturno pod Blaníkem, monotyp

Stanislav Příhoda (* 19. listopadu 1936, Humpolec) je český pedagog a malíř.

## Životopis
Dětství prožil v Senožatech na Vysočině v rodině rolníka a venkovského písmáka Stanislava Příhody (1912–1952), zde také dostal základy pro svoji budoucí výtvarnou, hudební a literární činnost. Po vystudování Pedagogického gymnázia v Jihlavě (později Pedagogické fakulty UK Praha) začal pracovat na školách Podblanicka (Pravětice 1955–56, Načeradec 1958–59, Zdislavice 1959–70, od roku 1970 ve Vlašimi). Šestnáct let pracoval i jako ředitel školy. Svoji pedagogickou činnost ukončil po 46 letech v roce 2003 na Gymnáziu Vlašim. Různorodá míra talentů (výtvarno, hudba, sport, literární činnost) byla velice výhodná pro jeho učitelskou práci. Celý život vedl různé dětské soubory, orchestry, sportovní družstva (hlavně volejbal). Pro děti psal různé kulturní pořady, divadelní hry, písničky, pořádal různé kulturní a sportovní akce.
Sám se od dětství se věnoval výtvarné tvorbě, v Jihlavě pod vlivem profesorů Miroslava Angera, Bohumila Vondráčka a Jiřího Urbance. Později se vzdělával pod vedením ak. mal. Jiřího Mádla, Jaroslava Šámala a teoretika Dr. Jaroslava Hlaváčka. Je převážně krajinář rodné Vysočiny i současného Podblanicka v technice olejomalby, poslední roky se věnuje i olejovým monotypům. Absolvoval 140 výstav (z toho 70 samostatných). Ve Vlašimi stál u zrodu pobočky Klubu přátel výtvarného umění (1974–92), inicioval vznik vlašimské Podblanické galerie ČSOP a založil Klub přátel Podblanické galerie. Jeho jméno je uvedeno ve Slovníku českých a slovenských výtvarných umělců 1950–2003 (Chagal-Ostrava 2003) nebo v publikaci Kdo je kdo? Spolupracuje s nadací Charty 77 – Konto Bariéry a od roku 1990 je členem Sdružení výtvarníků České republiky.
Dne 29. března 2013 Stanislav Příhoda získal ocenění Blanický rytíř za „celoživotní dílo, iniciování vzniku Podblanické galerie a mnohaleté působení v oblasti výtvarného umění. Byl učitelem a vedle pedagogické praxe veškerý svůj volný čas věnoval výtvarné tvorbě, hudbě a sportu. Stál u zrodu Klubu přátel výtvarného umění ve Vlašimi a v roce 2006 inicioval vznik Podblanické galerie Českého svazu ochránců přírody.“ Cena Blanický rytíř se uděluje lidem, kteří se „významně zasloužily o ochranu a rozvoj přírodního a kulturního dědictví Podblanicka“.

## Dětství – studia – rodinný a pedagogický život
Humpolecký rodák prožil své dětství v Senožatech nedaleko od řeky Želivky. Jeho otec byl výborný kreslíř, zpěvák a muzikant – matka se věnovala lidové výšivce. V základní škole se účastnil okresních soutěží, absolvoval výuku hry na housle u Jarmily Sukové (uvažovalo se i o studiu na konzervatoři) – nakonec zvítězilo Pedagogické gymnázium v Jihlavě. Tam postihla studenta i celou rodinu obrovská tragédie – zemřel jeho otec ve věku 41 let. Obětavá matka udržela na studiu oba syny (Stanislav 1936, Josef 1938), později i dceru Marii (1947). Po maturitě (1955) dostal umístěnku na Středočeský kraj a nastoupil na jednotřídku v Pravěticích u Načeradce. Zde se také prvně setkal s pozdější celoživotní láskou – bájnou horou Blaník.
Po absolvování vojenské základní služby (Plzeň, Kralovice u Plzně, Litoměřice) se vrátil na Podblanicko na základní školu v Načeradci. V roce 1959 se oženil (Alena Lišková – též učitelka) a přesídlili do Zdislavic. Dálkově vystudoval Pedagogickou fakultu UK Praha (1962–65), ve Zdislavicích se manželům narodil syn Luděk (8. února 1962). V této obci žila rodina Příhodova až do roku 1970. Vedle pedagogické práce věnoval Příhoda všechen svůj volný čas výtvarné tvorbě (začátek olejomalby) a hudbě, založil v Sokole oddíl volejbalu. Zejména mladí sportovci se prosazovali v různých soutěžích na předních místech v celém Středočeském kraji.
Ve Vlašimi (od roku 1970) působil na všech třech základních školách, v roce 1998 odešel do důchodu, ale pracoval na částečný úvazek na II. ZŠ Sídliště a gymnáziu Vlašim až do roku 2003. V roce 2001 ho postihl velký zdravotní problém – přestal vidět na pravé oko (embolie). Přesto pokračoval ve své aktivní práci hlavně na úseku kultury (výtvarná činnost, klubová práce nebo humanitární činnost).

## Výstavy
Abecedně seřazená místa:
Benešov, Brno, Bystřice, Čechtice, České Budějovice, Český Šternberk, Divišov, Dolní Kralovice, Humpolec, Hrabyně, Zámek Jemniště, Klin, Kladruby, Košetice, Kutná Hora, Liberec, Louňovice pod Blaníkem, Mělník, Netvořice, Plzeň, Praha, Pritzwalk, Postupice, zámek Růžkovy Lhotice, Sedlec-Prčice, Senožaty, Studený, Soutice, Trhový Štěpánov, Třeboň, Vlašim, Votice, Zdislavice, Zruč nad Sázavou, zámek Žleby

## Výtvarná tvorba
- Dětství – jako každé dítě: pastelky, tužka – od 4.-5.tř. akvarel

- Jihlava – pastel, tempera (prof. Anger, Urbanec, Vondráček)

- Pravětice – tempera, první výstavka v jedné místnosti bytu

- Zdislavice – po úmrtí strýce Františka Jermana převzaty olejové barvy – začátek olejomalby (1959)
  - skicování – tužka, tuš, fix, rudka
  - začátky špachtlové techniky
  - „Ze šuplíku“ – druhý proud tvorby – abstrakce

- Vlašim
  - modré období – obrazy laděny do modrého tónu – po několika létech ústup (zemité barvy)
  - grafika – linořezy (barevný linořez) – vlastní lis v ateliéru
  - zdokonalování špachtlové techniky
  - olejový monotyp – od roku 2005
  - „Drobničky“ – vzpomínkové grafické práce na zemřelé přátele
  - ilustrace:
    - Věra Žirovnická – Básně
    - Sborník „Senožaty“

### Z katalogů a tisku
… neméně závažné jsou Příhodovy obrazy z Podblanicka, kraje malířsky zajímavého, i když nepříliš často zpodobňovaného. Tím více získávají na přitažlivosti obrazy Příhodovy, ve kterých je znát nejen náklonnost k námětům vnitřně blízkým, ale také malířská zkušenost při kompozičním rozvrhu a barevném vyladění… (1974 KATALOG)
Dr. Jaroslav Hlaváček
… ve všech obdobích jsme mohli zachytit jeho cit pro barevné ladění, které se promítá na dnešní výstavě ve dvou rovinách. Vlašim a krajinné motivy v pastelovém tónu a svěží kultivovaná barevnost kytic. Příhodova sevřená barevnost dostává krajinné obrazy do snivé roviny… (1974 „JISKRA“)
Jindřich Robl
…protože po léta sleduji Příhodův vývoj, mohu být s pokroky spokojen. V mnohém se kompozičně zpevnil a nabyl jistoty, barevnost je vyrovnanější. Je velmi konkrétní ve svých požadavcích a nechtěl by zabřednout do oblasti malířské neurčitosti nebo nadnesenosti…
1976 KATALOG (Benešov)
… i tady převažují motivy z Podblanicka, které je mu sejně blízké jako Českomoravská vysočina, malířovo rodné Humpolecko. Většinou zabírá svým štětcem širší krajinné prospekty, odpovídající tvářnosti přírodních motivů. Svou pozornost upíná také k detailům, zejména architektonickým, jak o tom svědčí vlašimské motivy i dokumenty z cest…
1976 KATALOG (Benešov)
… když se umělec vrací domů, je to vyznání milosti. Vyznání matce, otci, svému dětství - životu. Je to óda věnovaná kraji, kde nikdo nikdy nepřestane být doma, byť ho osud zanese kamkoliv. Šanořín - Onšovská hůra - Strážiště - Křemešník. Zde můžeme položit rovnítko k monumentu Blaníku, jehož kraje se stal Stanislav Příhoda malířem. Nejvíce tomu nasvědčuje v oparu zasněný obraz - „Panoráma domova“, ve kterém cítíme i trochu nostalgie …
1977 KATALOG (Senožaty)
… v grafické tvorbě realizoval Příhoda, s dokonalou řemeslnou technikou, řadu linorytů. Tvůrčí nepokoj nacházíme v monotypu a suché jehle, které jsou předzvěstí dalších umělcových snah, jak nám dokládá „Zimní slunce“. Autorovo snové hledačství v poetické rovině dává těmto dílkům nádech dráždivosti a to zvláště tam, kde s naléhavostí sobě vlastní sděluje to, co cítí, co žije - život kolem sebe ve všech podobách …
Radko Bílek
… mnohokrát už o svém malování vydal svědectví na výstavách a vždy se ukázalo, že zase o krok postoupil ve svém malířském vidění, barevnosti i v technickém zpracování. Dřívější modré ladění mění v teplejší, také rukopis je uvolněný až ke zkratce, a v poslední době používá také nános barvy špachtlí …
Dr.Jaroslav Hlaváček, 1980 „SVOBODA“
… prohlížíme čerstvou žeň z tvorby Stanislava Příhody, ke které patří i činnost grafická. Ale nemůžeme opominout význam vlastního pedagogického povolání, jeho nadšení pro výtvarnou kulturu v kontextu s vlašimským děním na poli výtvarného umění, kterému intenzivně pomáhá jako dlouholetý předseda pobočky Klubu přátel výtvarného umění. A proto neváhám přiznat, že se Stanislav Příhoda stává výraznou osobností Podblanicka… 
Dr. Jaroslav Hlaváček
… pro Příhodu, krajináře, jsou typické táhlé kopce rodného Humpolecka i jeho nynějšího domova s velkou dominantou a Příhodovou láskou - Blaníkem. Co krásných, kouzelných a poetických pohledů skýtá naše rodná zem! Příhoda před ní stojí okouzlen a v pokoře …
Slavomír Kadlec, 1982 „JISKRA“ (Benešov)
… vyrůstal v kultivovaném rodinném prostředí, které rozvinulo talent malíře Příhody … stal se učitelem, působí na Podblanicku, kde je výraznou kulturní osobností. Inspiraci a témata pro svou tvorbu nachází hlavně v poezii neopakovatelných a kouzelných scenérií rodné Vysočiny i nového domova - Podblanicka. Bájný Blaník i naše město se stávají dominantou jeho díla …
Ing. Josef Volenec, 1996 KATALOG (Vlašim)
… stejně jako pověst o blanických rytířích neodmyslitelně patří k bájné hoře Blaník, tak dnes k městu Vlašim patří Stanislav Příhoda, pedagog, hudebník, skladatel drobných dramatických útvarů pro děti, sběratel, fotograf a především výtvarník a patron města …
1999 „THE PRAGUE TRIBUNE“
… celá oblast Podblanicka, jež si dodnes zachovala neopakovatelný kolorit typické české krajiny na rozhraní středních Čech a Českomoravské vrchoviny, se stala věčnou inspirací a tématem malíře Příhody, který zde našel svůj nový domov, krajinu svého dětství …
Eva Václavková
… Příhoda je malířem velice poučeným, jeho tvorba stojí na pevných základech hlubokého studia komplexních malířských dějin a technik, ale stejně tak rezonuje se současnými trendy v oblasti zobrazujícího umní. Autor velmi šťastně navazuje na odkaz všech našich slavných krajinářů. Vydává se však vlastní originální a nezaměnitelnou cestou bravurního rukopisu, kterým přenáší na plochu své výtvarné vidění české krajiny, se kterou je od dětství nerozlučně spjat, a která mu přináší jak nevyčerpatelný zdroj inspirace a životní síly, tak i zároveň záminku pro vznik svébytných uměleckých artefaktů …
Mgr. Vladimír Všetečka, 2001

### Literární tvorba
- 2003 – Malé vzpomínky (vzpomínání rodu Lišků)
- 2003 – Cesty I. (první část – zahraniční cesty)
- 2003 – Přehled o výtvarné činnosti 1964–2003 (53 stran A4)
- 2004 – Vlnky vzpomínek (vzpomínkové básně věnované mamince)
- 2004 – Pastelky (barevné vzpomínání)
- 2004 – Od boku do bloku (40 rýmovaček k jubilejní 100. výstavě)
- 2004 – Rychlokvašky (200 básniček a rýmovaček)
- 2005 – Cesty II. (další zápisky ze zahraničních cest)
- 2005 – Stovka limeriků (limerikové básně)
- 2005 – Výtvarné historky (25 vzpomínkových historek)
- 2006 – Kecpranostiky (740 básniček a rýmovaček)
- 2006 – Podblanický plenér (publikace k 10. výročí PP)
- 2008 – Múza výtvarná (text + fotopřílohy)
- 2009 – Zdislavický volejbal (publikace pro obec Zdislavice)
- 2010 – Almanach – Panelák (pro obyvatele domu 1295–98)
- 2010 – Stavitelé chrámu poezie (výběr 4 básní SP do celostátní publikace)
- 2011 – KPVU-KPPG (Klub přátel výtvarného umění – Klubu přátel Podblanické galerie, almanach vydaný ČSOP)
- 2011 – Převážně vážně i nevážně (kniha veršů)
- 2012 – Výtvarné historky (knižní publikace – 65 historek)
- 2012 – Standokan – rodinný internetový časopis (30 čísel)

### Práce s dětmi – soubory – kulturní pořady a aktivity
- 1955 – Pravětice – soubor foukacích harmonik
  - loutkové divadlo, estrády
- 1956 – Plzeň – orchestr Domu armády (housle)
- 1957 – Kralovice – hudební skupina Rytmus (akordeon, housle)
- 1958 – Načeradec – školní dětský orchestr
- 1959 – Zdislavice – školní orchestr Rytmus
  - estrády (škola, Sokol), sportovní soutěže, volejbal
- 1970 – Vlašim – hudební skupina Čtyřlístek
  - mezinárodní dětská výtvarná soutěž
- 1974 – dětský muzikál Našel se prsten
  - estrádní pořad Vysílá studio „S“
  - Mladí přátelé výtvarného umění – sbírka grafiky
  - Svátek písně, učitelské flétnové kvarteto
- 1988 – založení Učitelského volejbalového turnaje
- 1991 – pro Vesničky SOS – pořady Kouzelná píšťalka, Tajemný kufr
  - Pevnost Boyard, Estrádička
  - všechny děti při HV hra na zobcovou flétnu (201 flétnistů – společenské vystoupení)
- 1997 – založení Podblanických plenérů
- 1999 – Gymnázium – estrádní pořady, flétny
  - Gympláček, G-estráda
- 2004 – pořady pro DD – „4P“ (Vlašim, Onšov, Pelhřimov)
  - Příhoda vzpomíná a hraje (Vlašim, Senožaty, Zdislavice, Pavlovice, Čechtice)
- 2006 – založení a vznik Podblanické galerie ČSOP Vlašim
  - založení Klubu přátel PG

## Galerie

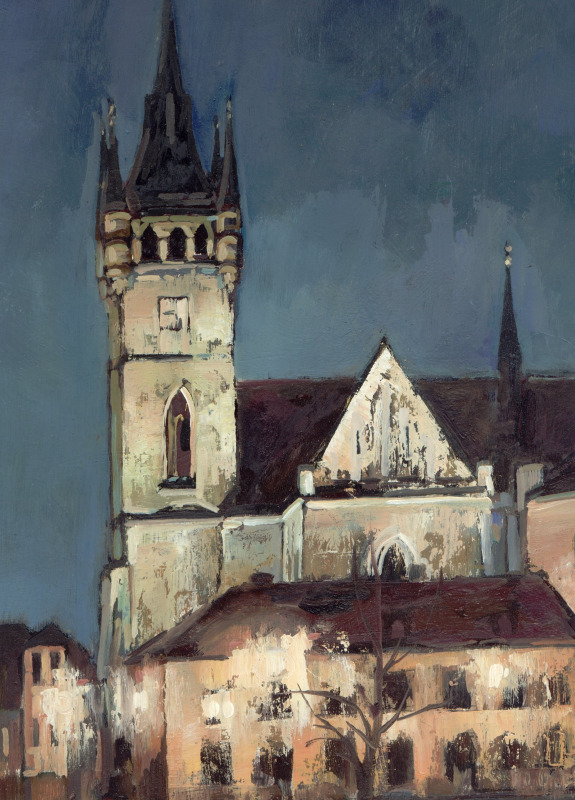
Humpolec, olejomalba
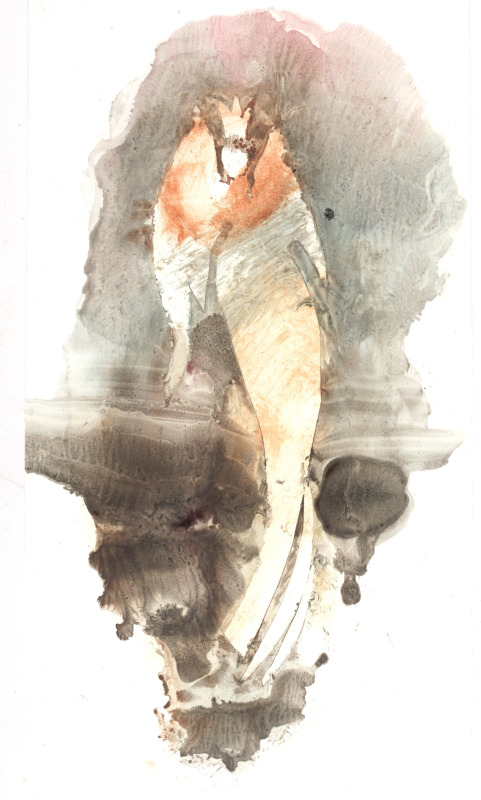
Múza, monotyp
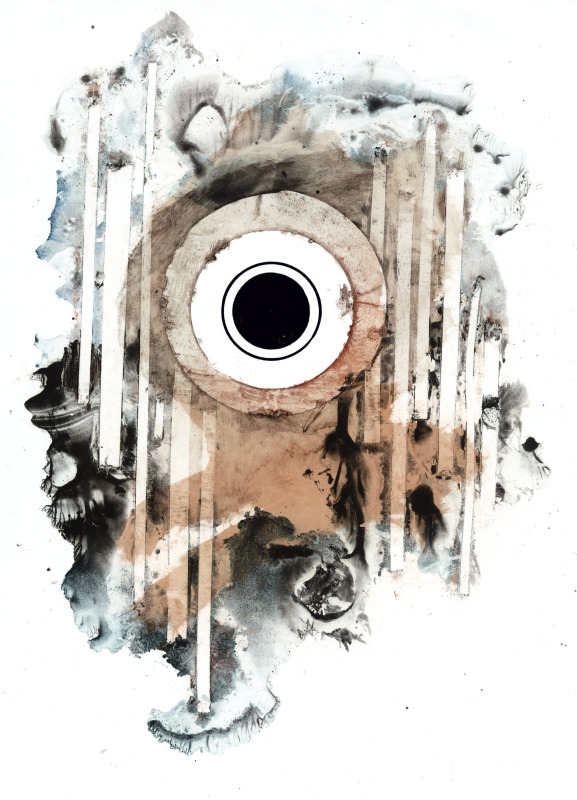
Operace oka
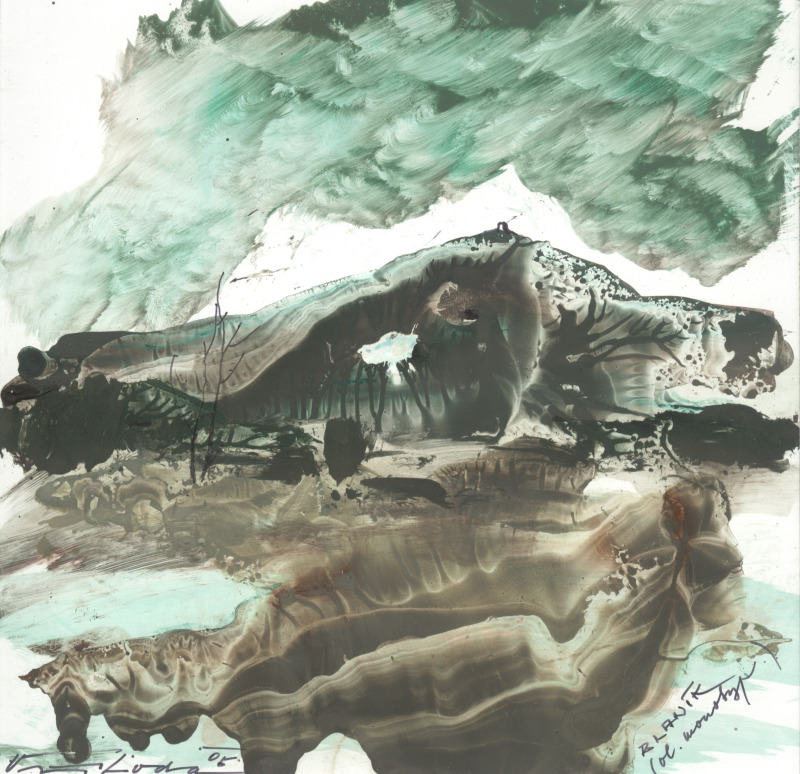
Blaník pro MV, monotyp
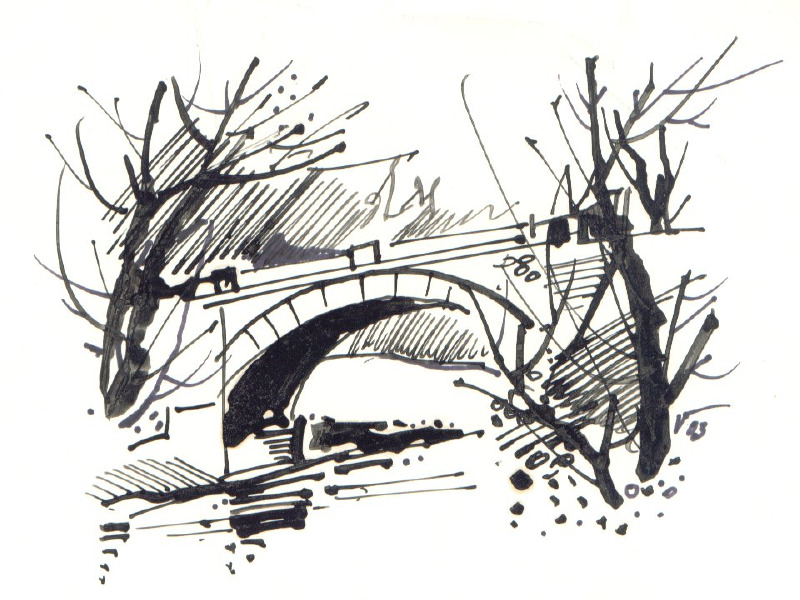
Znosimský most, kresba
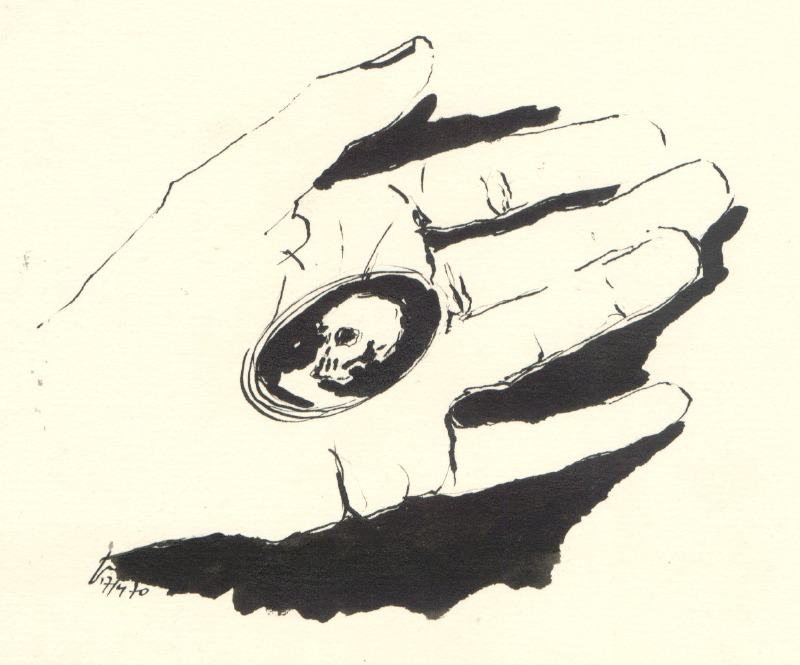
Ze šuplíku, kresba
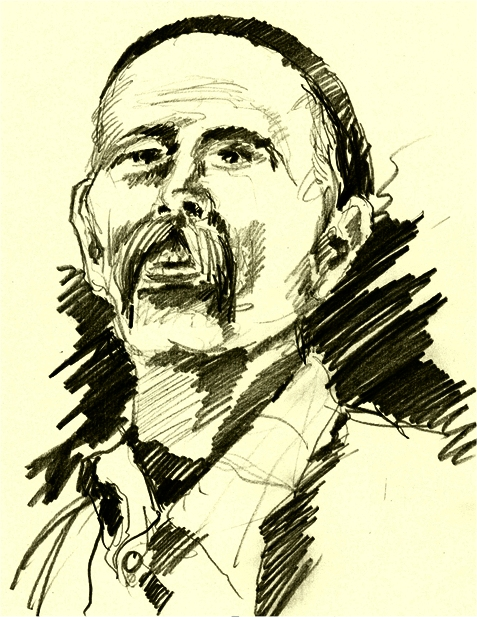
Rom v Jugoslávii, kresba
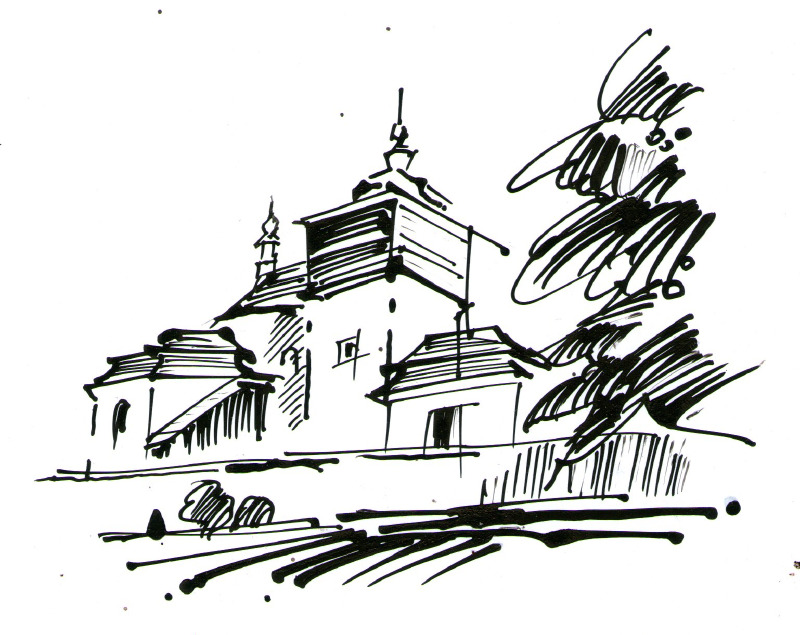
Pravonín, kresba
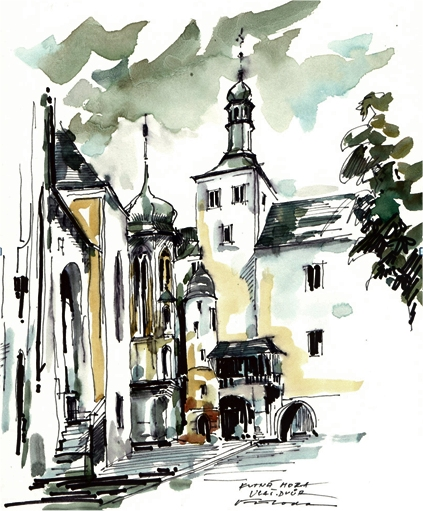
Kutná hora, kresba
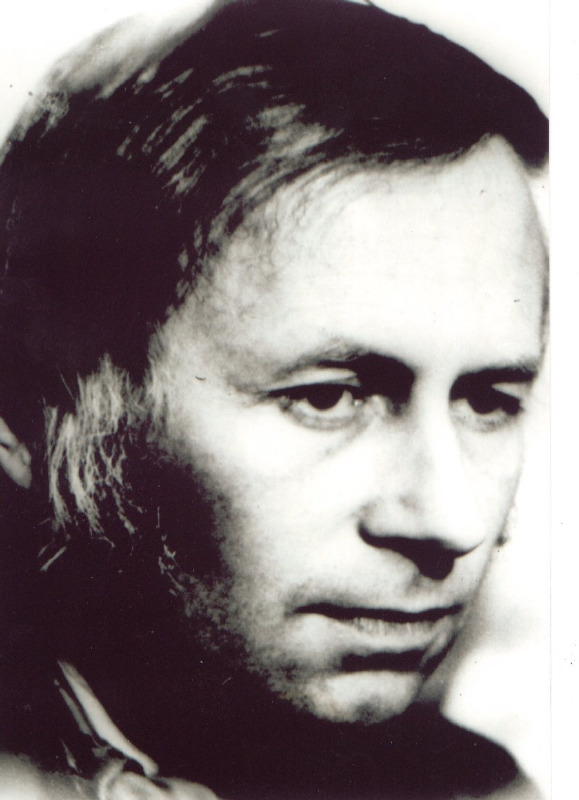
Stanislav Příhoda, 1975, foto: Stanislav Vrtiška
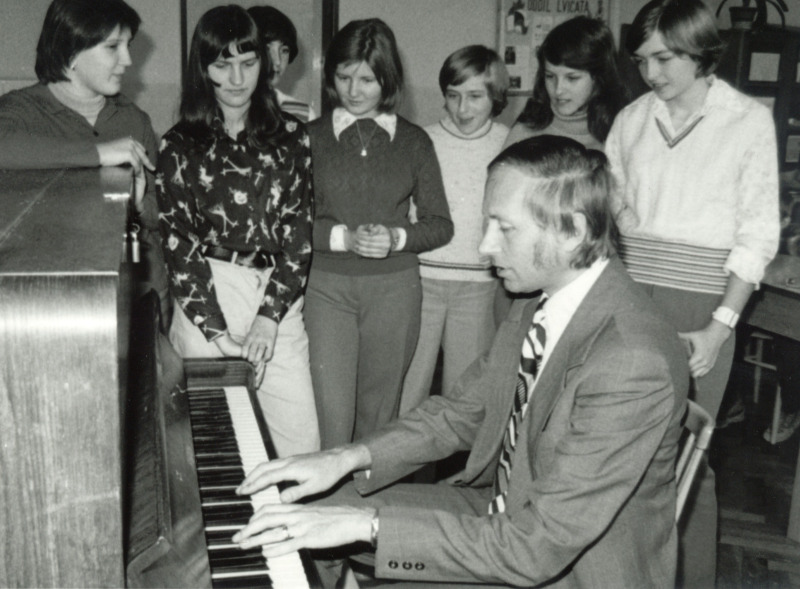
Stanislav Příhoda s dětmi ve škole, 1976
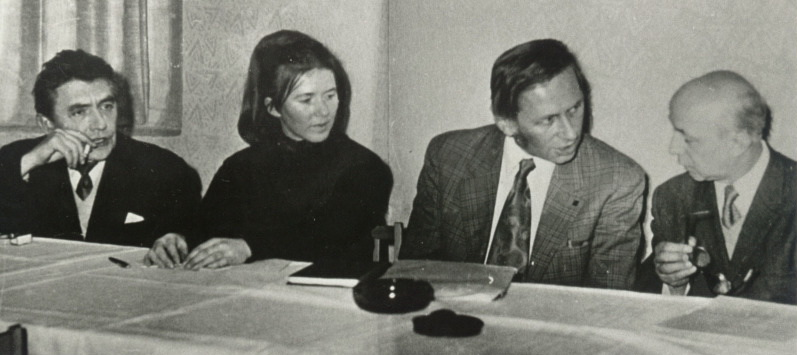
Založení Klubu přátel výtvarného umění, dr. J. Hlaváček, dr. S. Kostková, Stanislav Příhoda, O. Perlík, 1974
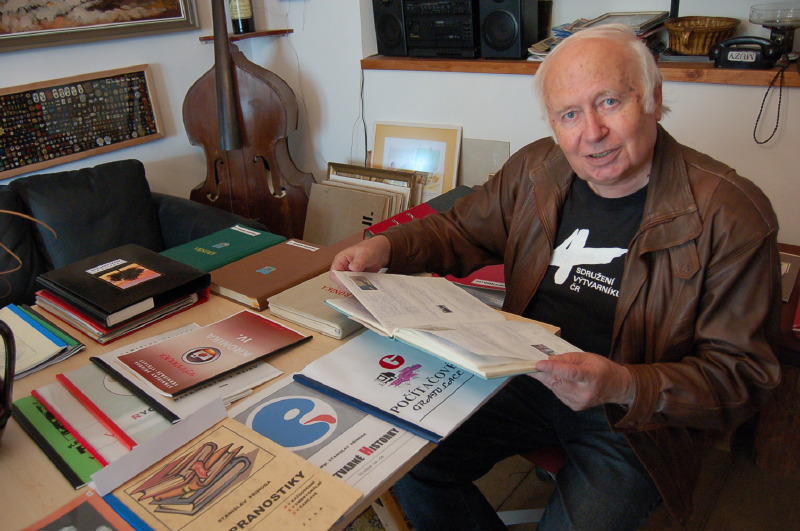
Stanislav Příhoda se svými literárními pracemi, foto: Jan Kulík, 2010
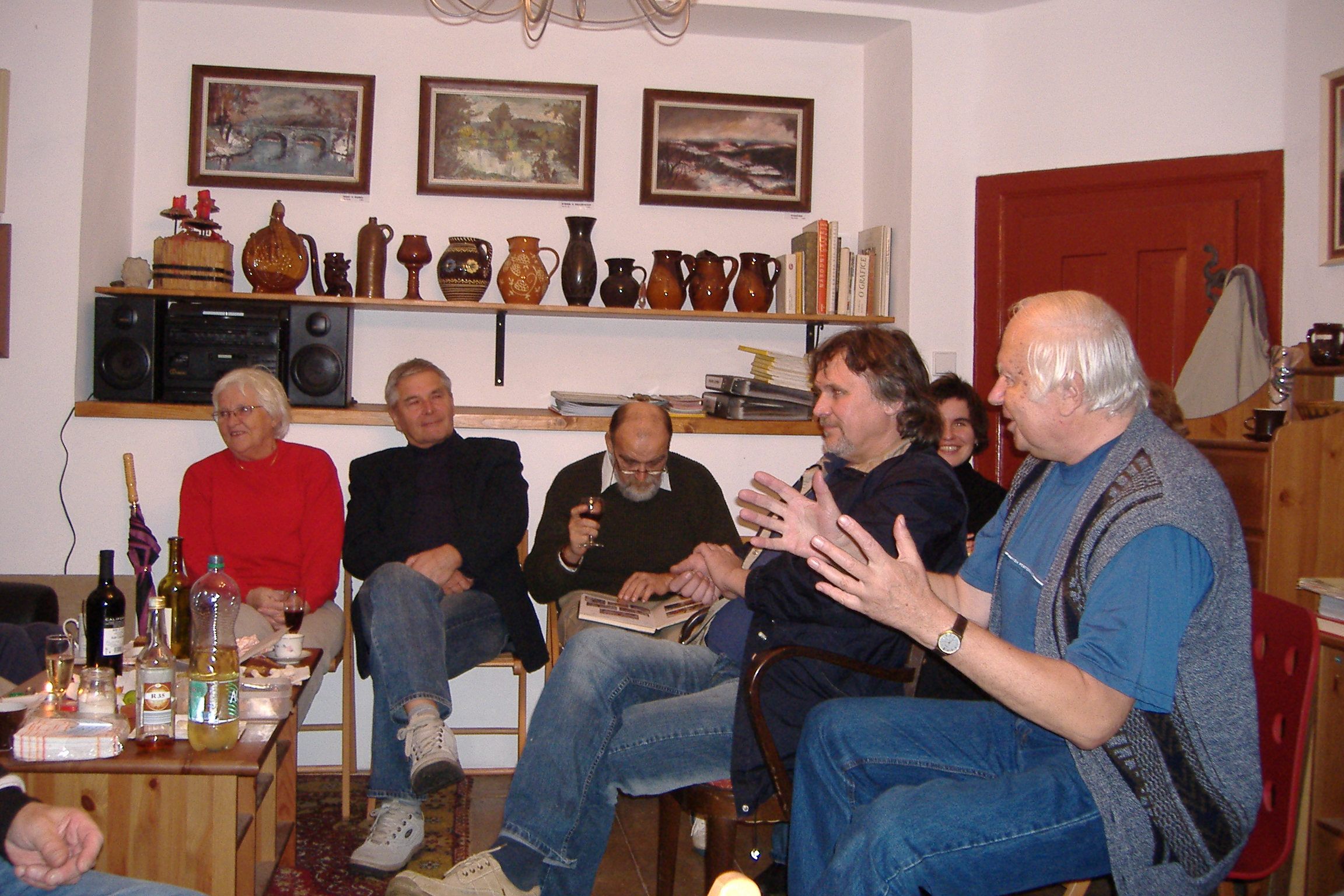
Stanislav Příhoda (vpravo) diskutuje ve svém ateliéru při schůzce Klubu přátel Podblanické galerie v Podblanické galerii
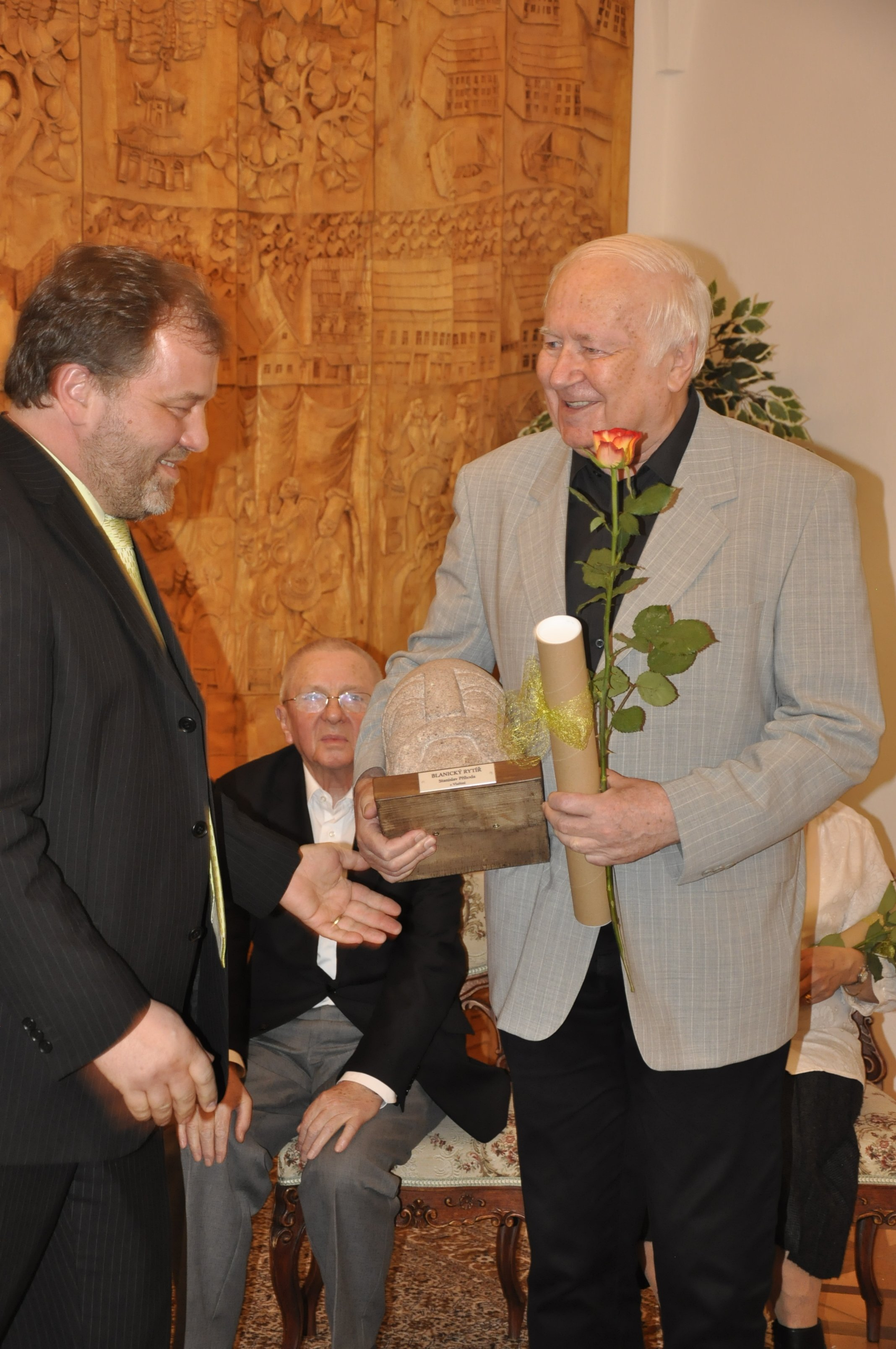
Podblanický rytíř, Vlašim, 2013
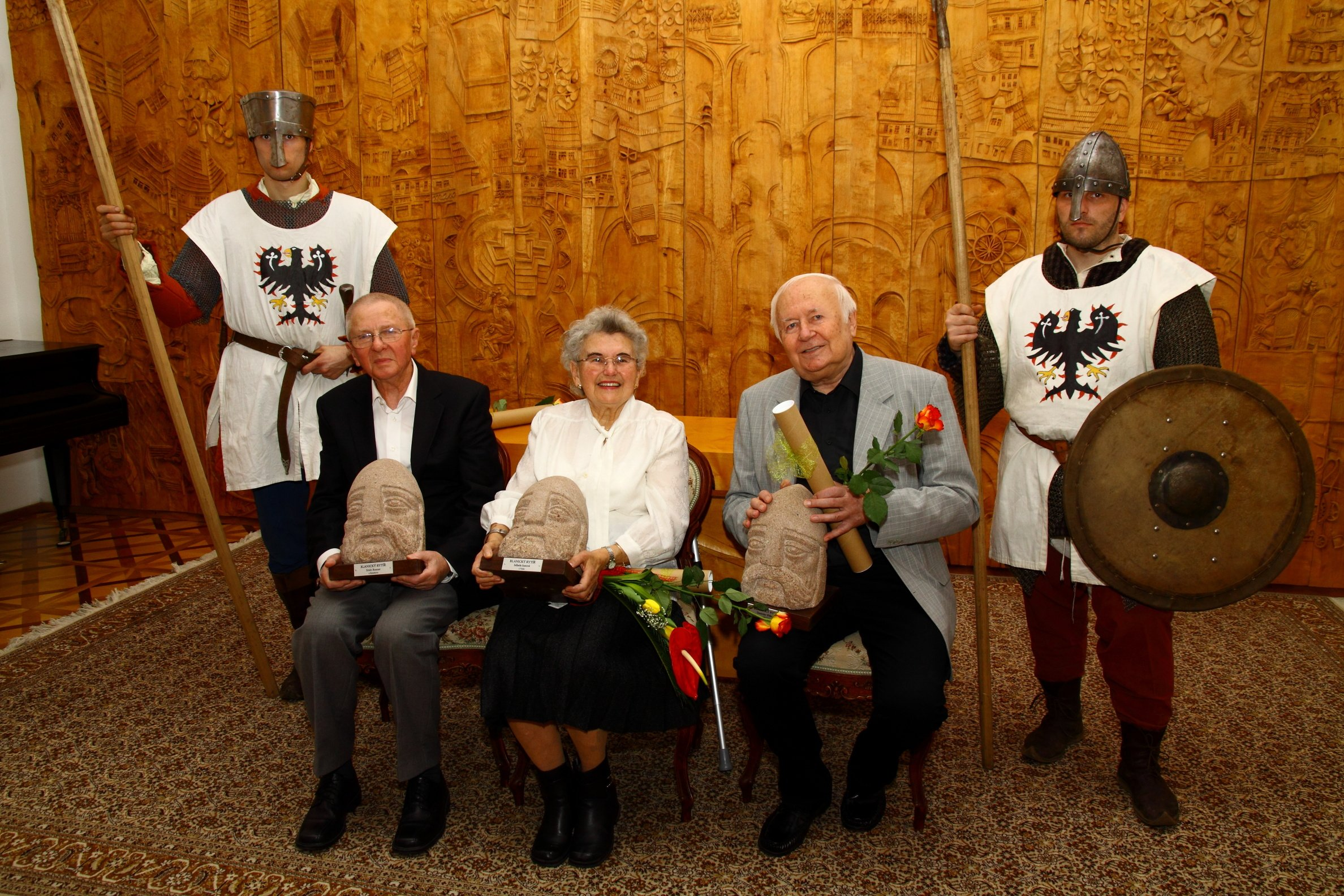
Podblanický rytíř, Vlašim, 2013